# 埃奇岩
埃奇岩（英語：Edge Rocks）是南極洲的岩石，位於伊利沙伯女皇地，處於希爾冰原島峰以東20公里的易洛魁高原東南側，屬於彭薩科拉山脈的一部分，美國地質調查局根據測量和美國海軍拍攝的空中照片繪入地圖，現時由南極條約體系管理。